# آزاداوغلی
آزاداوغلی (به لاتین: Azadogly) یک منطقهٔ مسکونی در روسیه است که در داغستان واقع شده‌است.